# Коновалов, Юрий Михайлович
Ю́рий Миха́йлович Конова́лов (род. 6 августа 1930, Сенгилей) — советский и российский конструктор глубоководных технических средств и комплексов, Герой Российской Федерации (6 декабря 1993), лауреат Государственной премии Российской Федерации (2008).

## Биография
Родился 6 августа 1930 года в рабочем посёлке (ныне — город) Сенгилей (Ульяновская область). Отец был преподавателем в военном учебном заведении. В 1947 году окончил среднюю школу в Сенгилее, в 1954 году — Ленинградский кораблестроительный институт (сейчас — Санкт-Петербургский государственный морской технический университет) по специальности «инженер-кораблестроитель».
С 1954 года по 1958 год был сначала преподавателем, затем старшим преподавателем, а потом — начальником судокорпусного цикла (дисциплин по конструкции корпуса и теории корабля) Технического училища ВМФ СССР в городе Ломоносов.
С 1958 года — инженер-конструктор, с 1963 года — ведущий конструктор проектного отдела, а в 1966 году стал заместителем главного конструктора глубоководных технических средств Центрального конструкторского бюро № 18 в Ленинграде.
Участвовал в проектировании, постройке и в испытаниях дизель-электрических подводных лодок 615, 613 и 641, а также атомных подводных лодок проектов 658, 659, 675, 667А и 685. Участвовал в разработке экспериментальной глубоководной подводной лодки, глубоководного батискафа «Наука» и спасательного колокола новой конструкции. Им было предложено оригинальное решение по базированию стратегического оружия во внутренних водоёмах, которое легло в основу разработки проекта 602.
В 1970 году стал заместителем главного конструктора глубоководных технических средств и комплексов Центрального проектного бюро «Волна» (сейчас это «Санкт-Петербургское морское бюро машиностроения „Малахит“»).
Коновалов был главным конструктором ряда проектов, в 1988 году стал главным конструктором глубоководных технических средств с атомной энергетической установкой, с 1994 года — генеральный конструктор глубоководных технических средств и комплексов, а с 2006 года — генеральный конструктор глубоководных технических средств, комплексов и глубоководных аппаратов конструкторского бюро «Малахит».
Главным направлением работы Юрия Михайловича стало создание боевых комплексов с большой глубиной погружения, неограниченной дальностью плавания, максимальной автономностью при минимальном водоизмещении. Принимал участие в разработке и возглавлял проектирование уникальных глубоководных технических средств и комплексов с атомной энергетической установкой. Данные комплексы находятся на вооружении ВМФ России, но практически вся информация о них составляет государственную тайну.
Указом Президента Российской Федерации от 6 декабря 1993 года за мужество и героизм, проявленные при выполнении специального задания, генеральному конструктору глубоководных технических средств и комплексов «Санкт-Петербургского морского бюро машиностроения „Малахит“» Коновалову Юрию Михайловичу присвоено звание Героя Российской Федерации.
Юрий Михайлович лично обеспечивал постройку и все виды испытаний, включая глубоководные, на борту опытных заказов, как их технический руководитель. В дальнейшем под его руководством и при непосредственном участии были построены и сданы в эксплуатацию ряд головных и серийных заказов и комплексы. В 2004 году им была разработана концепция развития глубоководных технических средств, одобренная и поддержанная Министерством обороны Российской Федерации, которая легла в основу концепции развития глубоководных сил и средств России, утверждённой в 2006 году Президентом России. В последнее время он возглавляет отдельное направление в отечественном кораблестроении — глубоководную тематику страны.
Ю. М. Коновалов является автором ряда научных трудов и технических изобретений, был членом ряда научно-технических и экспертных советов, членом редакционного совета сборника РАН «Вопросы теоретической и прикладной гидрофизики». Читал курс лекций в высших учебных заведениях по теории корпуса и устройствам корабля. Живёт и работает в Санкт-Петербурге.

## Награды
- Медаль «Золотая Звезда» № 59 Героя Российской Федерации (6.12.1993)
- Орден «За заслуги перед Отечеством» II степени (1998)
- Орден Александра Невского (2016)[1]
- Государственная премия Российской Федерации (2008) — за создание уникальных глубоководных технических средств нового поколения
- Почётная грамота Президента Российской Федерации —  за большой вклад в развитие судостроительной промышленности, разработку и создание специальной техники[2]
- Почётная грамота Правительства Российской Федерации (2000) — за большой личный вклад в разработку и создание глубоководных технических средств, многолетний добросовестный труд и в связи с 70-летием со дня рождения[3]
- Знак «Ветеран атомной энергетики и промышленности» (2002)
- Звание «Почётный судостроитель» (2013)
- другие награды